# Arne Myggen
Arne Myggen (født Hansen, 2. marts 1921 i Lemvig, død 25. april 2005 i Californien) var en dansk journalist og humorist. Myggen var oprindeligt et tilnavn, der skyldtes hans beskedne størrelse, men familien var glade for navnet og valgte at tage det som familienavn.

## Baggrund
Han blev født som Arne Hansen i Lemvig, men familien flyttede snart til Horsens, og det var her, han begyndte sin karriere med at levere artikler og fotografier til blade på egnen. I 1942 mødte han i professionelt øjemed pianisten Lillian Madsen, som han blev gift med i 1945. Parret flyttede til København, hvor Arne Myggen arbejdede for flere aviser, blandt andet BT.
Sønnerne, Bent og Finn Myggen havde på det tidspunkt bosat sig i Amerika. I 1977 flyttede Arne og Lillian Myggen til Californien, hvor de kunne være tættere på deres to sønner. I sine sidste år led han fra resultatet af en hjerneblødning, som gjorde det vanskeligt for ham at skrive og tale.

## Karriere
Han startede sin journalistiske karriere som elev ved Horsens Avis fra april 1939, inden han skiftede til Horsens Folkeblad fra maj 1944 og fra december 1945 arbejdede for Vejle Amts Folkeblad.
Han flyttede herefter til København i 1947, hvor han begyndte at arbejde for Nationaltidende som både journalist og pressefotograf. Fra midten af 1960'erne producerede han sammen med Claus Walter radioprogrammet Hvornår var det nu det var? som freelance.
Senere blev han vært på Giro 413, hvor han af DR blev betragtet som en "provokerende spasmager".

### Kulturel indflydelse
C.V. Jørgensen synger om "Myggen" i sangen "Bellevue".

## Priser
- 1977: "Årets radiofavorit" i Billed Bladet